# 幾野宏
幾野 宏（いくの ひろし、1936年（昭和11年）4月20日 - ）は、日本の翻訳家。本名は米田 正。

## 経歴
京都府生まれ。1954年（昭和29年）大阪府立北野高等学校中退。1955年上京し、吉田健一に師事する。『シンドラーズ・リスト 1200人のユダヤ人を救ったドイツ人』の訳者。

## 翻訳
- 珊瑚礁のかなた インド洋海底探検記 ウィリアム・トレーヴィス 中央公論社 1963
- マルーシの巨像 ヘンリー・ミラー全集 第8 新潮社 1966
- 狐、死んだ男、歓びの幽霊たち、ラブリー・レイディー ロレンス 筑摩世界文学大系 筑摩書房 1973
- トム・ソーヤーの冒険 マーク・トウェイン 集英社 1974（ジュニア版世界の文学）
- ブリンジ・ヌガグ 食うものをくれ コリン・M.ターンブル 筑摩書房 1974
- 南回帰線 ヘンリー・ミラー 世界文学全集. 31 集英社 1974
- カザルス 写真集 芸術と人生のパンセ フリッツ・ヘンリー 小学館 1977.3
- まろやかな日本 吉田健一 新潮社 1978.7
- アフリカ人間誌 コリン・M.ターンブル 草思社 1979.10
- 白鯨 メルヴィル 世界文学全集 38 集英社 1980.10
- にがいレモン キプロス島滞在記 ロレンス・ダレル 筑摩書房 1981.2
- シンドラーズ・リスト 1200人のユダヤ人を救ったドイツ人 トマス・キニーリー 新潮文庫 1989
- フェニックスの密約 マイルズ・ドナルド 早川文庫 1989
- 英国王女を救え スチュアート・ホワイト 二見書房 1989
- スパイの王朝 ダン・シャーマン 早川文庫 1990
- 娼婦たち ルース・P.ジャヴァーラ 集英社ギャラリー「世界の文学」 集英社 1990.1
- リトル・フォックスの砦 ダニエル・ポロック 早川書房 1991
- 相棒は女刑事 スーザン・ウルフ 早川文庫 1992
- 真夜中の瞳 エリザベス・ゲイジ 新潮文庫 1992
- 女暗殺者の死角 ウィリアム・ブレトン 新潮文庫 1993
- 獅子の涙 ニュートン・ソーンバーグ 早川文庫 1993
- 時のかなたの恋人 ジュード・デヴロー 新潮文庫 1996
- 私はシンドラーのリストに載った エリノア・ブレッチャー 新潮文庫 1996
- ディートリッヒ マリア・ライヴァ 新潮社 1997
- 香港の起源 1 ティモシー・モー みすず書房 1998.2
- 虐待者 フリーマントル 新潮文庫 2001
- 人形の記憶 マーティン・J.スミス 新潮文庫 2003